# Roseville, New South Wales
Roseville este o suburbie în Sydney, Australia.